# Ford Iosis-MAX
Der Ford Iosis-MAX war ein auf dem Genfer Auto-Salon 2009 vorgestelltes Konzeptfahrzeug des Automobilherstellers Ford, das nicht in Serie gegangen ist. Es bot vielmehr einen Ausblick auf die zweite Modellgeneration des Ford C-MAX, die 2010 erschien.

## Fahrzeugcharakteristika

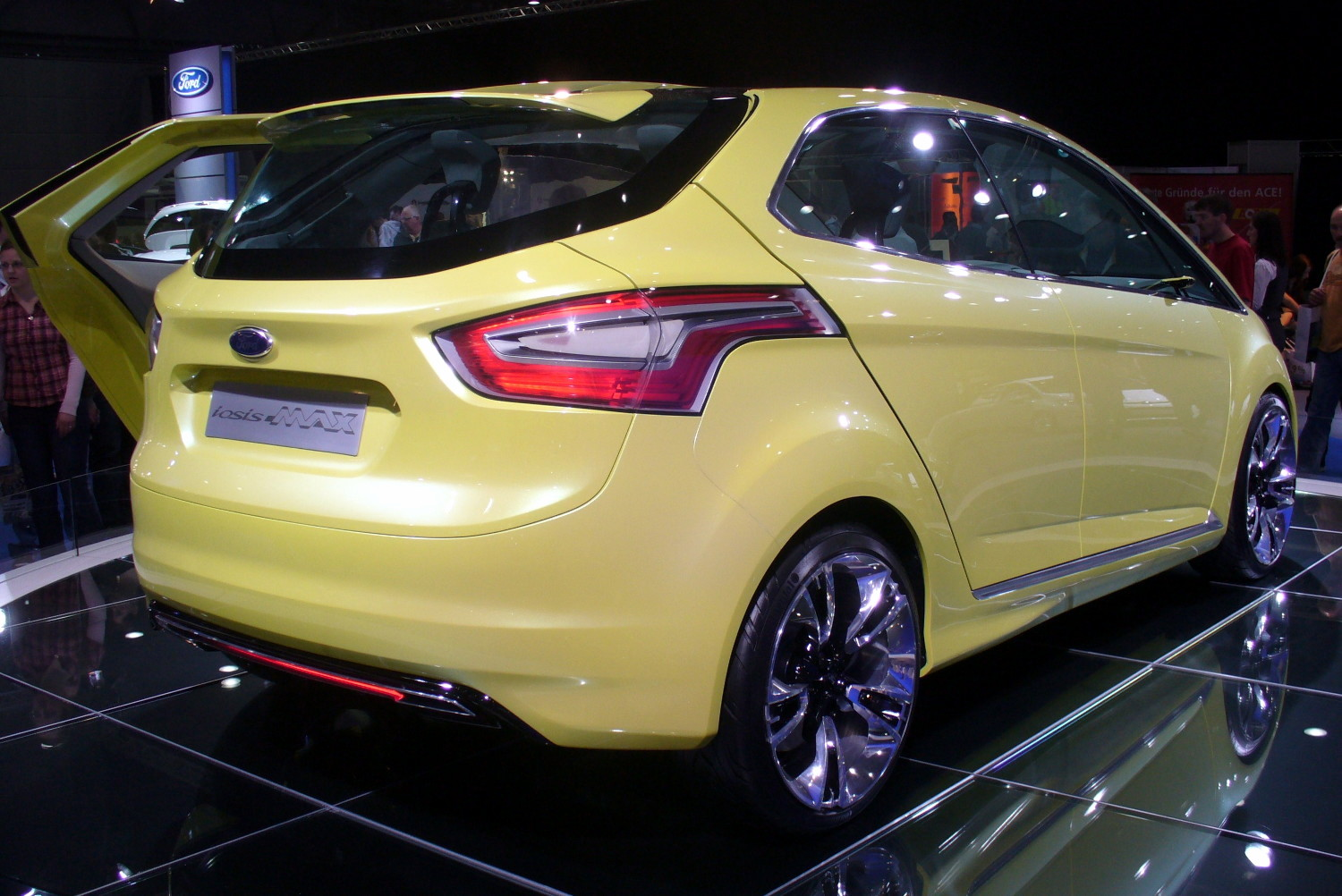
Ford Iosis-MAX, Heckansicht

Das Fahrzeug ist ein viersitziger Kompaktvan auf Basis des Ford Iosis, der von Chef-Designer Martin Smith im sogenannten „Kinetic Design“ entworfen wurde. Innerhalb von acht Monaten wurde im Ford-Entwicklungszentrum in Köln ein fahrbereiter Prototyp gebaut. Besonders auffällig war das Panoramadach, eine durchgängige Glasfläche von der Windschutzscheibe bis zur Heckklappe. Das Fahrzeug hatte – wie bereits die Studie Iosis – keine B-Säule. Beleuchtete Türschweller erleichterten zusätzlich den Einstieg. Während die Türen vorne ganz normal öffnen, bewegen sich die hinteren Türen an einer Parallelogrammführung mit doppelten Lenkern wie Schiebetüren außen nach hinten. Die vier Sitze aus kohlenstofffaserverstärktem Kunststoff waren frei auskragend an der Mittelkonsole befestigt. Das Kombiinstrument bestand aus einem Drehzahlmesser mit digitalem Tacho und Anzeigen für Tankinhalt und Treibstoffverbrauch. Bedienelemente an der Mittelkonsole gab es nicht – über Touchscreens ließen sich Radio, Klimaanlage und Navigationssystem per Knopfdruck sichtbar machen und steuern. Blinkerhebel gab es auch nicht, die Blinker wurden per Sprachsteuerung aktiviert. Die Heckklappe öffnete in drei verschiedenen Variationen: der untere Teil als Kofferraumdeckel, der obere Teil als klappbare Glasscheibe oder alles zusammen als Heckklappe, deren Scharnier zugleich als Abrisskante dient.
Statt Außenspiegeln gab es für die Sicht nach hinten Kameras an den Türen. Bläuliches Tagfahrlicht, das an Insektenaugen erinnerte, sowie 19-Zoll-Leichtmetallräder sollten dem Iosis-MAX ein sportliches Aussehen verleihen. Die Lufteinlässe in der Front schlossen sich automatisch, falls der Motor keine Kühlung benötigte. Hierdurch wird der Luftwiderstand des Wagens verringert und der Kraftstoffverbrauch gesenkt.
Motorisiert war der Iosis-MAX mit einem EcoBoost genannten, 1,6-Liter-Ottomotor, der 132 kW (180 PS) leistete. Ein neues PowerShift-Doppelkupplungsgetriebe mit sechs Gängen ermöglichte Gangwechsel ohne Unterbrechung der Antriebskraft. Durch Start-Stopp-System, Direkteinspritzung und Turboaufladung betrug der Benzinverbrauch lediglich 5,3 Liter Super-Benzin auf 100 km, der CO2-Ausstoß liegt bei 126 Gramm pro Kilometer. Dieser Motor war mehr als ein Konzept, ab Frühjahr 2010 war er in den Ford-Modellen Mondeo, S-MAX und Galaxy erhältlich.